# 奥尔斯特-韦厄
奥尔斯特-韦厄（荷蘭語：Olst-Wijhe）是荷兰上艾瑟尔省位于代芬特尔和兹沃勒之间的一个市镇，人口17,953（2017年）。

## 历史
虽然奥尔斯特和韦厄在2001年合并成一个市，但是两地之间仍然存在一些意识形态的分歧，韦厄一直是有些保守的农业区，而奥尔斯特更加工业化。

## 交通
恩斯赫德境内的主要铁路车站为奥尔斯特站和韦厄站。